# Лапін (хутір)
Лапін (рос. Лапин) — хутір у Кіквідзенському районі Волгоградської області Російської Федерації.
Населення становить 54 особи. Входить до складу муніципального утворення Дубровське сільське поселення.

## Історія
Хутір розташований у межах українського історичного та культурного регіону Жовтий Клин.
Згідно із законом від 10 грудня 2004 року № 967-ОД органом місцевого самоврядування є Дубровське сільське поселення.

## Населення
| 2010 |
| ---- |
| 54   |